# Coulombsches Gesetz
Das coulombsche Gesetz oder Coulomb-Gesetz ist die Basis der Elektrostatik. Es beschreibt die zwischen zwei Punktladungen wirkende Kraft. Es gilt auch für kugelsymmetrisch verteilte elektrische Ladungen, die räumlich getrennt sind.
Der Betrag dieser Kraft ist proportional zum Produkt der beiden Ladungsmengen und umgekehrt proportional zum Quadrat des Abstandes der Kugelmittelpunkte. Die Kraft wirkt je nach Vorzeichen der Ladungen anziehend oder abstoßend in Richtung der Verbindungsgeraden der Mittelpunkte. Im anziehenden Fall verhält sie sich also ganz entsprechend wie die Kraft zwischen zwei Punktmassen nach dem Gravitationsgesetz z. B. zwischen zwei Himmelskörpern.
Bei mehr als zwei Ladungen werden die einzelnen Kraftvektoren gemäß dem Superpositionsprinzip addiert.
Das coulombsche Gesetz ist Grundlage der elektrischen Influenz.

## Coulomb-Kraft

Grundmechanismus: Ladungen mit gleichem Vorzeichen stoßen sich ab, Ladungen mit unterschiedlichen Vorzeichen ziehen sich an.

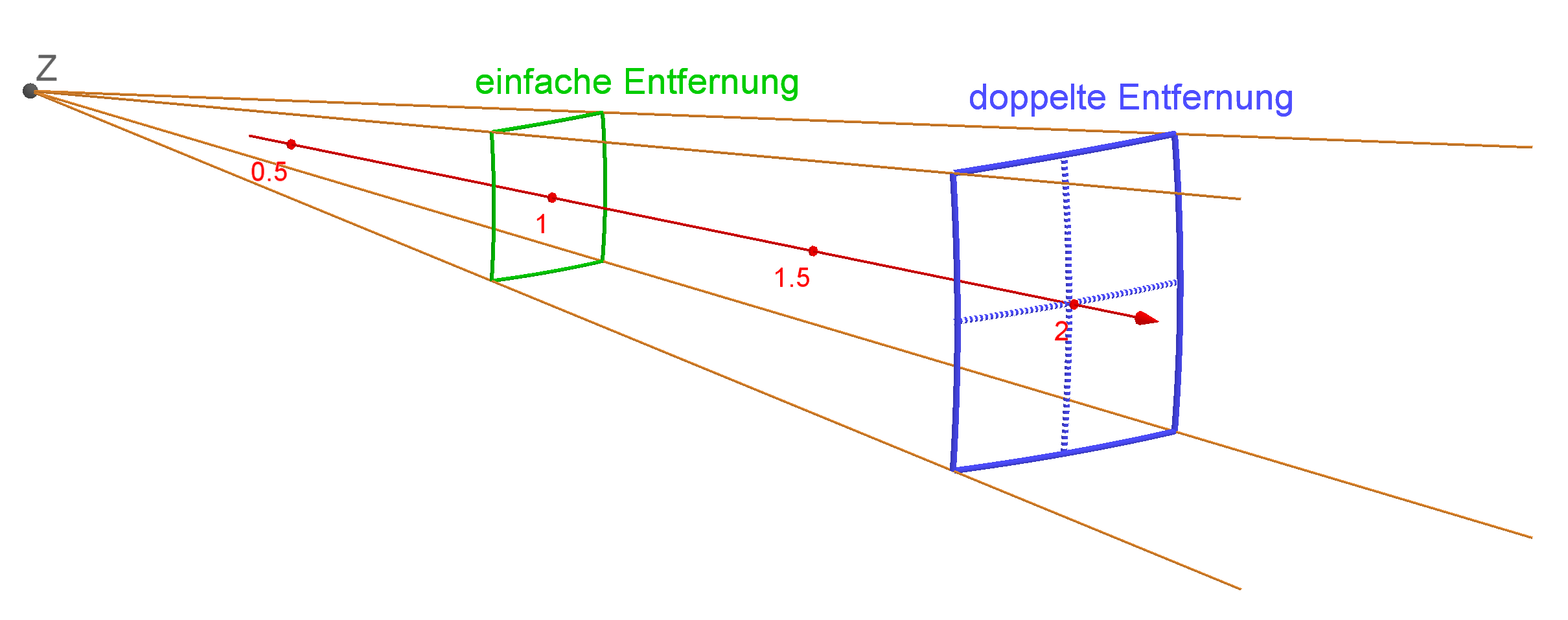
Veranschaulichung der quadratischen Abnahme mit der Entfernung nach Martin Wagenschein

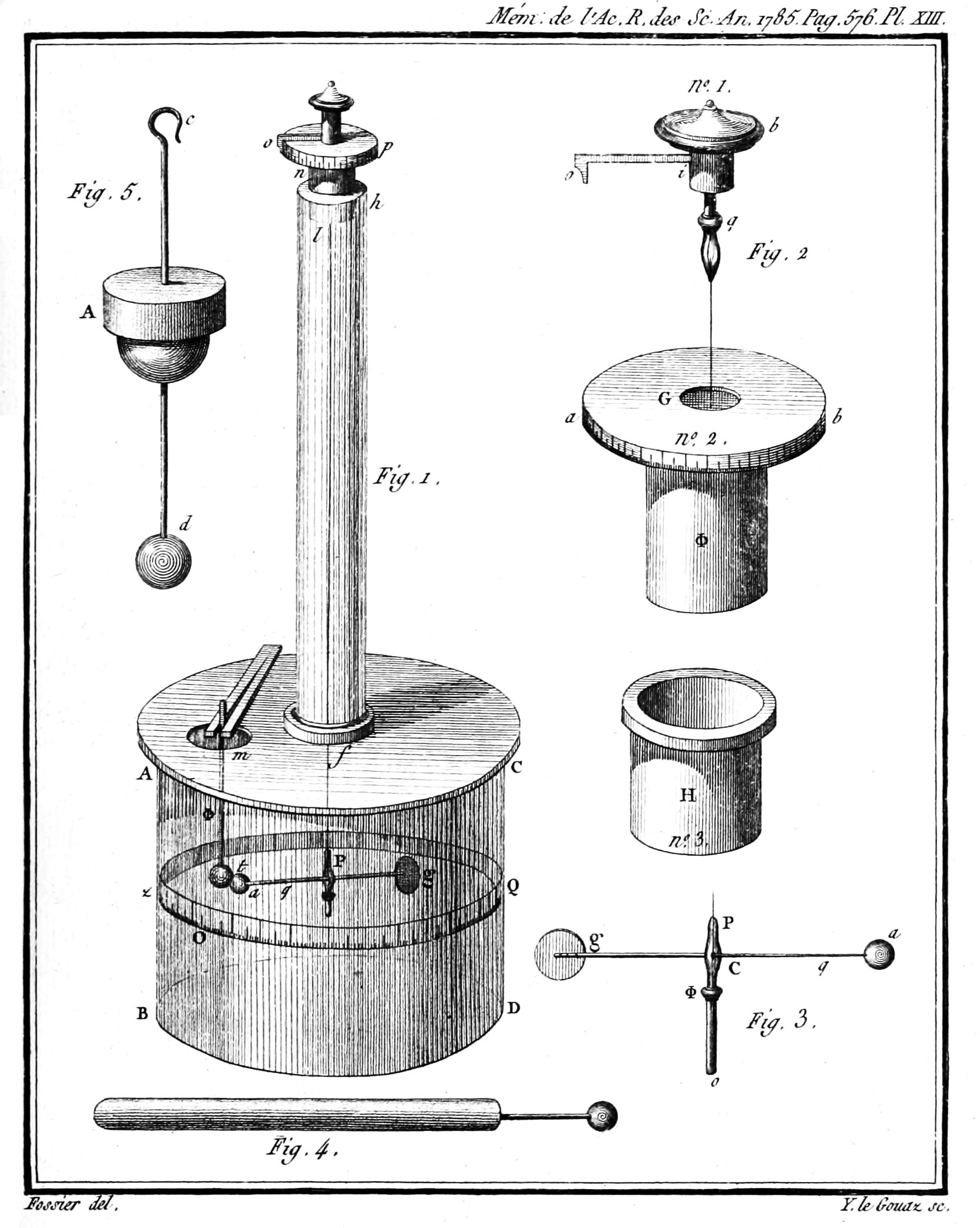
Torsionspendel von Coulomb, mit dem er Kraftmessungen durchführte

Das coulombsche Gesetz wurde von Charles Augustin de Coulomb um 1785 entdeckt und in umfangreichen Experimenten bestätigt. Im Internationalen Einheitensystem, in skalarer Form und im Vakuum ist die Kraft demnach
{\displaystyle F={\frac {1}{4\pi \varepsilon _{0}}}{\frac {q_{1}\,q_{2}}{r^{2}}}},
| {\displaystyle q_{1}}, {\displaystyle q_{2}} | kugelsymmetrisch verteilte Ladungsmengen             |
| {\displaystyle r}                            | Abstand zwischen den Mittelpunkten der Ladungsmengen |
| {\displaystyle \varepsilon _{0}}             | elektrische Feldkonstante                            |

### Vektorform
Die vektorielle Notation diskreter Ladungen liefert das Coulomb-Kraftfeld, dem eine kugelsymmetrische Probeladung {\displaystyle q_{1}} im Feld einer zweiten kugelsymmetrischen Ladung {\displaystyle q_{2}} ausgesetzt ist, wie folgt:
{\displaystyle {\vec {F}}_{12}({\vec {r}}_{1})={\frac {q_{1}q_{2}}{4\pi \varepsilon _{0}}}{\frac {{\vec {e}}_{12}}{|{\vec {r}}_{1}-{\vec {r}}_{2}|^{2}}}}
| {\displaystyle {\vec {F}}_{12}}               | Kraft auf die Probeladung {\displaystyle q_{1}}, hervorgerufen von der Ladung {\displaystyle q_{2}}                                             |
| {\displaystyle {\vec {r}}_{1},{\vec {r}}_{2}} | Ortsvektoren der beiden Ladungsmittelpunkte |
| {\displaystyle {\vec {e}}_{12}}               | Einheitsvektor, der von {\displaystyle q_{2}} (entlang der Verbindungslinie beider Ladungsmittelpunkte) in Richtung {\displaystyle q_{1}} zeigt |

Wie zu sehen, müssen sich gleichnamige Ladungen, d. h. solche gleichen Vorzeichens, dabei obiger Festlegung gemäß abstoßen, da die Kraft {\displaystyle {\vec {F}}_{12}} in solchem Fall dieselbe Orientierung wie {\displaystyle {\vec {e}}_{12}} besitzt, während sich Ladungen mit ungleichem Vorzeichen (ungleichnamige Ladungen) anziehen, da die Kraft {\displaystyle {\vec {F}}_{12}} dann (analog zum newtonschen Gravitationsgesetz) die entgegengesetzte Orientierung von {\displaystyle {\vec {e}}_{12}} besitzt.
Eine alternative Formulierung erhält man, indem man {\displaystyle {\vec {e}}_{12}={\frac {{\vec {r}}_{1}-{\vec {r}}_{2}}{|{\vec {r}}_{1}-{\vec {r}}_{2}|}}} in die Formel einsetzt:
{\displaystyle {\vec {F}}_{12}({\vec {r}}_{1})={\frac {q_{1}q_{2}}{4\pi \varepsilon _{0}}}{\frac {{\vec {r}}_{1}-{\vec {r}}_{2}}{|{\vec {r}}_{1}-{\vec {r}}_{2}|^{3}}}}
Wird der Koordinatenursprung an die Position der Ladung {\displaystyle q_{2}} gelegt, vereinfacht sich diese Gleichung zu:
{\displaystyle {\vec {F}}_{12}({\vec {r}}_{1})=q_{1}\,{\frac {q_{2}}{4\pi \varepsilon _{0}\,|{\vec {r}}_{1}|^{3}}}\ {\vec {r}}_{1}}.
Weiter ist dann
{\displaystyle {\vec {E}}({\vec {r}})={\frac {q_{2}}{4\pi \varepsilon _{0}\,r^{3}}}\ {\vec {r}}}
der Vektor der Feldstärke des von der Zentralladung {\displaystyle q_{2}} erzeugten elektrischen Feldes an der Stelle {\displaystyle {\vec {r}}}, d. h. im Abstand {\displaystyle r} vom Ursprung.
Wirken mehrere diskrete im Raum verteilte Ladungen {\displaystyle q_{j}} auf die Probeladung {\displaystyle q_{1}}, so erhält man die gesamte auf {\displaystyle q_{1}} ausgeübte Kraft durch Vektoraddition:
{\displaystyle {\vec {F}}_{1}({\vec {r}}_{1})=q_{1}{\frac {1}{4\pi \varepsilon _{0}}}\sum _{j>1}q_{j}{\frac {{\vec {r}}_{1}-{\vec {r}}_{j}}{|{\vec {r}}_{1}-{\vec {r}}_{j}|^{3}}}}
Werden die das Feld erzeugenden Ladungen {\displaystyle q_{j}} durch eine im Raum verteilte Ladungswolke mit Ladungsdichte {\displaystyle \rho ({\vec {r}}')} ersetzt, tritt an die Stelle der Summe ein Volumenintegral:
{\displaystyle {\vec {F}}_{1}({\vec {r}})=q_{1}{\frac {1}{4\pi \varepsilon _{0}}}\,\int \rho ({\vec {r}}'){\frac {({\vec {r}}-{\vec {r}}')}{|{\vec {r}}-{\vec {r}}'|^{3}}}\,\mathrm {d} ^{3}{\vec {r}}'.}
Das coulombsche Gesetz in der eingangs gegebenen Form ist dabei als Spezialfall für eine punktförmige Ladungsverteilung in dieser Formel enthalten. Umgekehrt kann mittels Superpositionsprinzip auch diese allgemeinere Form aus dem coulombschen Gesetz hergeleitet werden.

### Coulomb-Konstante
Der in den obigen Gleichungen auftretende Term
{\displaystyle k_{\mathrm {C} }={\frac {1}{4\pi \varepsilon _{0}}}={\frac {1}{4\pi }}\mu _{0}c^{2}}
wird auch als Coulomb-Konstante bezeichnet. Da die magnetische Feldkonstante {\displaystyle \mu _{0}} fast genau den Wert {\textstyle 4\pi \cdot 10^{-7}\mathrm {\frac {N}{A^{2}}} } hat (die relative Abweichung beträgt ca. 2e-10; bis zur Neudefinition der SI-Einheiten von 2019 galt der Wert exakt), hat
{\textstyle k_{\mathrm {C} }} fast genau den Wert {\textstyle 10^{-7}c^{2}\mathrm {\frac {N}{A^{2}}} }.

### Form in CGS-Systemen
In Gaußschen Einheiten und in anderen CGS-Einheiten wird das coulombsche Gesetz zur Definition der elektrischen Ladung genutzt. Eine Ladungseinheit wirkt auf eine zweite im Abstand 1 cm mit der Kraft 1 dyn. Die elektrische Basiseinheit der Einheitensysteme SI, CGS-ESU und CGS-EMU unterscheidet sich prinzipiell nur durch die Festlegung von {\displaystyle \mu _{0}:}
- Im CGS-ESU ist {\displaystyle \mu _{0}=4\pi /c^{2}}. Daher hat die Coulomb-Konstante in diesem Einheitensystem den Wert {\displaystyle k_{\mathrm {C} }=1}.
- Im CGS-EMU ist {\displaystyle \mu _{0}=4\pi }. Daher hat in diesem Einheitensystem die Coulomb-Konstante den Wert {\displaystyle k_{\mathrm {C} }=c^{2}}.

## Coulomb-Potential
Das elektrische Feld ist, solange keine zeitliche Änderung des magnetischen Felds auftritt, wirbelfrei und die Energiedifferenz beim Transfer einer Ladung von Punkt {\displaystyle A} zu Punkt {\displaystyle B} daher in diesem Fall unabhängig vom konkret zurückgelegten Weg (siehe auch: konservatives Kraftfeld). Entsprechend kann man das elektrische Feld und die elektrische Kraft auch durch ein Potential beschreiben.
Für den Fall der einfachen Coulomb-Kraft ergibt sich das Coulomb-Potential, das für eine einzelne Punktladung {\displaystyle Q} wie folgt beschrieben werden kann:
{\displaystyle \Phi ({\vec {r}})=-\int {\vec {E}}\cdot \mathrm {d} {\vec {s}}={\frac {1}{4\pi \varepsilon _{0}}}{\frac {Q}{\left|{\vec {r}}\right|}}+C}
Dabei wird die beliebige Integrationskonstante {\displaystyle C} typischerweise null gesetzt, so dass das Potential im Unendlichen verschwindet. Die Potentialdifferenz zwischen zwei Punkten ist der Spannungsabfall U zwischen diesen beiden Punkten. Das Coulomb-Potential gilt exakt nur für ruhende Ladungen. Für bewegte Punktladungen dagegen, bei denen auch Magnetfelder ins Spiel kommen, wird aus dem Coulomb-Potential ein Liénard-Wiechert-Potential.
Die potentielle elektrische Energie {\displaystyle W_{\mathrm {pot} }} ist ebenfalls ein Potential, nun bezüglich der elektrischen Kraft:
{\displaystyle W_{\text{pot}}({\vec {r}})=-\int {\vec {F}}\cdot \mathrm {d} {\vec {s}}=-q\,\int {\vec {E}}\cdot \mathrm {d} {\vec {s}}=q\,\Phi ({\vec {r}})={\frac {1}{4\pi \varepsilon _{0}}}{\frac {q\,Q}{\left|{\vec {r}}\right|}}+C}
Auch hier ist es üblich, die Randbedingung so zu wählen, dass die potentielle Energie im Unendlichen Null wird, {\displaystyle C} also auch hier gleich null ist.

## Coulomb-Kraft in einem Medium
Das coulombsche Gesetz lässt sich auf einfache Weise auf den Fall von Ladungen in homogenen, isotropen, linearen Medien erweitern. Das die Ladungen umgebende Material muss dazu in guter Näherung diese Eigenschaften besitzen:
- Es ist elektrisch neutral.
- Es füllt den Raum zwischen den Ladungen und um diese herum gleichmäßig (homogen) aus.
- Die Polarisierbarkeit des Mediums ist richtungsunabhängig.
- Die Polarisierung ist proportional zum elektrischen Feld, das von den Ladungen erzeugt wird.

Insbesondere verlangt die Homogenität, dass der atomare Charakter der Materie im Vergleich zum Abstand der Ladungen vernachlässigbar ist.
Für solche Medien schreibt sich das coulombsche Gesetz in gleicher Form wie im Vakuum, mit dem einzigen Unterschied, dass {\displaystyle \varepsilon _{0}} durch {\displaystyle \varepsilon =\varepsilon _{0}\,\varepsilon _{\mathrm {r} }} ersetzt wird:
{\displaystyle F={\frac {1}{4\pi \varepsilon }}{\frac {q_{1}\,q_{2}}{r^{2}}}}
Die relative Permittivität {\displaystyle \varepsilon _{\mathrm {r} }} ist bei isotropen Medien eine Materialkonstante, die der Polarisierbarkeit des Mediums Rechnung trägt. Sie kann sowohl durch Messungen als auch aus theoretischen Überlegungen gewonnen werden.
In der Umkehrung gilt im Vakuum {\displaystyle \varepsilon _{\mathrm {r} }=1}.